# 涙色の空
『涙色の空』（なみだいろのそら）は、日本の歌手である沢田研二の2枚目のミニ・アルバム。2010年9月1日にリリース。発売元は沢田の自主レーベルであるJULIE LABEL。

## 解説
作詞は、全曲沢田。作曲は前作『Pleasure Pleasure』に続きバックバンドの鉄人バンドが担当している。

## 収録曲
- 全作詞：沢田研二

1. 涙色の空
  - 作曲:泰輝
2. エメラルド・アイズ
  - 作曲:下山淳
3. まほろばの地球
  - 作曲:GRACE
4. 若者よ
  - 作曲:柴山和彦

## 参加ミュージシャン
- 鉄人バンド
  - 柴山和彦 - ギター
  - 下山淳 - ギター
  - 泰輝 - キーボード
  - GRACE - ドラム